# Lewis Tan
Pour les articles homonymes, voir Tan.
 (février 2024).
La mise en forme du texte ne suit pas les recommandations de Wikipédia : il faut le « wikifier ».
Les points d'amélioration suivants sont les cas les plus fréquents. Le détail des points à revoir est peut-être précisé sur la page de discussion.
- Les titres sont pré-formatés par le logiciel. Ils ne sont ni en capitales, ni en gras.
- Le texte ne doit pas être écrit en capitales (les noms de famille non plus), ni en gras, ni en italique, ni en « petit »…
- Le gras n'est utilisé que pour surligner le titre de l'article dans l'introduction, une seule fois.
- L'italique est rarement utilisé : mots en langue étrangère, titres d'œuvres, noms de bateaux, etc.
- Les citations ne sont pas en italique mais en corps de texte normal. Elles sont entourées par des guillemets français : « et ».
- Les listes à puces sont à éviter, des paragraphes rédigés étant largement préférés. Les tableaux sont à réserver à la présentation de données structurées (résultats, etc.).
- Les appels de note de bas de page (petits chiffres en exposant, introduits par l'outil «  Source ») sont à placer entre la fin de phrase et le point final[comme ça].
- Les liens internes (vers d'autres articles de Wikipédia) sont à choisir avec parcimonie. Créez des liens vers des articles approfondissant le sujet. Les termes génériques sans rapport avec le sujet sont à éviter, ainsi que les répétitions de liens vers un même terme.
- Les liens externes sont à placer uniquement dans une section « Liens externes », à la fin de l'article. Ces liens sont à choisir avec parcimonie suivant les règles définies. Si un lien sert de source à l'article, son insertion dans le texte est à faire par les notes de bas de page.
- La présentation des références doit suivre les conventions bibliographiques. Il est recommandé d'utiliser les modèles {{Ouvrage}}, {{Chapitre}}, {{Article}}, {{Lien web}} et/ou {{Bibliographie}}. Le mode d'édition visuel peut mettre en forme automatiquement les références.
- Insérer une infobox (cadre d'informations à droite) n'est pas obligatoire pour parachever la mise en page.

Pour une aide détaillée, merci de consulter Aide:Wikification.
Si vous pensez que ces points ont été résolus, vous pouvez retirer ce bandeau et améliorer la mise en forme d'un autre article.
Lewis Tan est un acteur, cascadeur et artiste martial britannique, né le 4 février 1987 à Salford (Angleterre).
À la télévision, il est connu pour ses rôles de Gaius Chau dans la série AMC Into the Badlands (2018-2019), Lu Xin Lee dans la série Netflix Wu Assassins (2019) et Tolya dans Shadow and Bone : La Saga Grisha (2023), également sur Netflix.
Ses rôles au cinéma incluent Shatterstar dans Deadpool 2 (2018) et Deadpool & Wolverine (2024), ainsi que Cole Young dans Mortal Kombat (2021).

## Biographie
Lewis Singwah Tan est né le 4 février 1987 à Salford, dans le Grand Manchester. Il est l'aîné des quatre fils de Joanne Cassidy, mannequin britannique retraitée, et de Philip Tan, artiste martial, acteur et coordinateur de cascades sino-singapourien,,. Son père l'a formé aux arts martiaux dès son plus jeune âge. Son frère Sam est acteur, son frère Ben est réalisateur et son frère Evan est photographe.
La famille de Tan a déménagé à Los Angeles lorsque son père a été embauché comme coordinateur des combats et des cascades pour le film Batman de Tim Burton, en 1989. Il a également vécu en Chine, en France et en Espagne. Tan a commencé à pratiquer le théâtre au début de son adolescence,,,.

## Carrière
Lewis Tan a obtenu des petits rôles secondaires dans des films tels que Very Bad Trip 3 et La Chute de la Maison-Blanche. Il a également travaillé sur des séries télévisées telles que Les Experts : Miami, Les Experts : Manhattan, NCIS : Los Angeles, Hawaii 5-0, 24 Heures chrono et Rush Hour.
En 2016, il est apparu en tant qu'invité dans la première saison de la série télévisée Netflix Iron Fist, où il a joué le rôle de Zhou Cheng. La même année, il participe au film d'action Criminal Squad avec Gerard Butler.
Dans la troisième saison de la série télévisée Into the Badlands, diffusée sur AMC, il interprète le rôle de Gaius Chau.
En 2018, il joue le rôle de Shatterstar dans le film Deadpool 2, qu'il reprendra dans la suite Deadpool & Wolverine en 2024. Toujours en 2018, il obtient le rôle récurrent de Lu Xin Lee dans la série dramatique policière Wu Assassins sur Netflix, avant de reprendre son rôle dans le film Fistful of Vengeance, sorti le 17 février 2022,.
En août 2019, il intègre la distribution du reboot de Mortal Kombat dans le rôle de Cole Young,,. Le film sort le 23 avril 2021,. Il avait notamment déjà été impliqué dans la franchise Mortal Kombat lorsqu'il a joué le rôle de Kung Jin pour la web-série inédite Mortal Kombat X: Generations.
En avril 2021, Lewis Tan joue le rôle de l'officier de la CIA Harris Chang dans une adaptation télévisée basée sur le roman à suspense The Quantum Spy de David Ignatius.
En mai 2021, il joue aux côtés d'Emma Roberts dans la comédie romantique Quand le destin s'en mêle, réalisée par Marius Vaysberg.
En janvier 2022, il a été annoncé qu'il jouerait le rôle de Tolya Yul-Bataar dans la deuxième saison de Shadow and Bone : La Saga Grisha, sur Netflix,.
Lewis Tan est connu pour réaliser ses propres cascades en utilisant plusieurs styles, notamment le Muay Thai, le Kung Fu, le Ju-Jitsu et le jeu d'épée japonais au katana.

## Filmographie

### Cinéma
| Année | Titre                                         | Rôle                          | Remarques     |
| ----- | --------------------------------------------- | ----------------------------- | ------------- |
| 2006  | Fast and Furious: Tokyo Drift                 |                               | Cascades      |
| 2006  | Mini's First Time                             | un skateur                    |               |
| 2007  | Pirates des Caraïbes : Jusqu'au bout du monde |                               | Cascades      |
| 2008  | Red Velvet                                    |                               |               |
| 2013  | La Chute de la Maison-Blanche                 | le commando coréen            | Cascades      |
| 2013  | Very Bad Trip 3                               | le gardien de prison          | Cascades      |
| 2015  | Sacrifice                                     | Ben Kittman                   |               |
| 2018  | Criminal Squad                                | le garde des services secrets |               |
| 2018  | Deadpool 2                                    | Rusty / Shatterstar           |               |
| 2019  | Ji                                            | Ji                            | Court-métrage |
| 2021  | Mortal Kombat                                 | Cole Young                    |               |
| 2022  | Fistful of Vengeance                          | Lu Xin Lee                    |               |
| 2022  | Quand le destin s'en mêle                     | Kip                           |               |
| 2022  | Babylon                                       | un fêtard                     |               |
| 2024  | Deadpool et Wolverine                         | Rusty / Shatterstar           |               |
| 2025  | Mortal Kombat 2                               | Cole Young                    |               |

### Télévision
| Année     | Titre                            | Rôle                 | Remarques                 |
| --------- | -------------------------------- | -------------------- | ------------------------- |
| 2006      | Les Experts : Manhattan          | Kym Tanaka           |                           |
| 2007      | Day Break                        | Jimmy Yan            | Doublure Cascades         |
| 2007      | 24 Heures chrono                 |                      | Doublure Cascades         |
| 2010      | Les Experts : Miami              | Aiko Okanagi         |                           |
| 2011      | NCIS : Los Angeles               | Hiro Yakuza          |                           |
| 2011      | The Protector                    | Zachary              |                           |
| 2013      | The Girlfriend                   | Bruce Wayne / Batman |                           |
| 2014      | 10, 000 Days                     | Jiro Farnwell        | Téléfilm                  |
| 2015      | Hawaï 5-0                        | Luc Nakano           | Saison 6, épisode 10      |
| 2016      | Rush Hour                        | Chen                 | Épisode 5                 |
| 2017      | Iron Fist                        | Zhou Cheng           | Saison 1, épisode 8       |
| 2018-2019 | Into the Badlands                | Gaius Chau           | Rôle principal (saison 3) |
| 2019      | Wu Assassins                     | Lu Xin Lee           | Rôle principal            |
| 2022      | Bling Empire                     | lui-même             |                           |
| 2023      | Shadow and Bone : La Saga Grisha | Tolya Yul-Bataar     | Rôle principal (saison 2) |
| n/c       | Quantum Spy                      | Harris Chang         | Rôle principal            |
| 2025      | Cobra Kai                        | Feng Xiao            | Rôle principal            |
|           |                                  |                      |                           |